# Georges Darnet
Georges Darnet, né à Périgueux le 22 mars 1859 où il est mort le 30 octobre 1936, est un peintre français.

## Biographie
Élève de Amédée Baudit, de Paul Saïn et de Louis Augin, sociétaire du Salon des artistes français, il y obtient une mention honorable en 1920, une médaille de bronze en 1928 et y expose en 1929 la toile Marécages en Corrèze.